# Rábapaty
Rábapaty község Vas vármegyében, a Sárvári járásban.

## Fekvése
Sárvártól mintegy 6 kilométerre északra fekszik, a Rába folyó mellett; keleti határában ered a Pereszteg-patak.
A szomszédos települések: észak felől Jákfa, északkelet felől Ostffyasszonyfa, dél felől Sárvár (Rábasömjén), nyugat felől Ölbő, északnyugat felől pedig Zsédeny. Közigazgatási területe északnyugat felől, egy-egy rövid szakaszon érintkezik még Pósfa és Hegyfalu határszélével is.

### Megközelítése
Az ország távolabbi részei felől a leginkább kézenfekvő megközelítési útvonala a 84-es főút, amely végighúzódik a teljes belterületén. Az északkeleti szomszédságában fekvő kisebb településekkel és azokon keresztül Répcelakkal a 8447-es út, Rábasömjénnel a 84 151-es számú mellékút köti össze. Korábban országos közútnak minősült még a területén a Rábabogyoszló településrészen, annak főutcájaként kelet-nyugati irányban végighúzódó 84 152-es számú mellékút (utóbbi 2024 decemberi állapot szerint már csak önkormányzati útnak minősül).

## Története
A település három kisközség: Alsópaty, Felsőpaty és Rábabogyoszló egyesítésével alakult ki. Alsópatyot 1950-ben egyesítették Rábabogyoszlóval Rábapaty néven, ehhez csatolták 1974-ben Felsőpatyot.
Paty első okleveles említése 1293-ból, Rábabogyoszlóé pedig néhány évvel korábbról 1274-ből került elő. A települések valószínűleg már a honfoglalás előtt is lakottak voltak.
A 15. században a lakosság jórésze kisbirtokos volt. A tetődombon Káró- vagy Dákópaty, helyezkedett el, a templom mellett Felsőpaty, az urasági majorság mellett Alsópaty és tőle délre, a vizenyős helyre Rábabogyoszló települt.
A dákópatyi Farkas család tagja, dákópatyi Farkas Tóbiás és dákópatyi Farkas Ambrus földbirtokosok voltak 1549-ben Dákópatyon.
Alsópaty a "Farkas-Paty" nevet is bírta; Ez volt az ősrégi farkaspatyi Farkas család fészke. Az első ismert említés amely összeköti a farkaspatyi Farkas családot Alsópattyal 1565-ből származik, amikor patyi Farkas András adományt szerzett Iklandi Bernáttal együtt a patyi birtokrészeire. 1568-ban Farkas Boldizsárnak Középpatyon voltak birtokai, 1580-ban Farkas Tóbiás Nemespaty birtokosa. 1586-ban Farkas Boldizsárné nádasdi Nádasdy Zsófia, Nádasdy Kristóf és Choron Margit lánya birtokolta Alsópatyot. A farkaspatyi Farkas család később kikerült a településről, Zala vármegyébe költözött: farkaspatyi Farkas Gábor a 18. század elején a Sidy családból származó sidi Sidy Máriát, sidi Sidy Mihály, az egervári helyettes kapitánya, és szenterzsébeti Terjék Mária lányát bírta nőül. Leszármazottjai kisbirtokosok voltak Andráshidán és Kálócfán. A farkaspatyi Farkas családnak az egyik ága Nógrád vármegyébe települt át, ahol farkas-patyi Farkas Gábor nógrádi vármegyei ügyész 1744-ben, 1750-ben főszolgabiró, 1756-ban pedig a vármegye főjegyzője.
A dákópatyi Farkas család leszármazottjai szintén Zalába települtek át a 17. század végén. Az 1790-es nemesi összeírás szerint dákópatyi Farkas István fia Imre kispáli	lakós, és dákópatyi Farkas János fia János Ságodon lakott.

## Közélete

### Polgármesterei
- 1990–1994: Németh József (független)[5]
- 1994–1998: Németh József (független)[6]
- 1998–2002: Németh József (független)[7]
- 2002–2006: Németh József (független)[8]
- 2006–2010: Németh József (független)[9]
- 2010–2014: Dugovics Balázs István (független)[10]
- 2014–2019: Dugovics Balázs István (független)[11]
- 2019–2024: Dugovics Balázs István (független)[12]
- 2024– : Dugovics Balázs István (független)[1]

## Népesség
A település népességének változása:
| Lakosok száma | 1648 | 1614 | 1617 | 1609 | 1629 | 1638 | 1659 | 1710 | 1696 | 1715 |
|               | 2013 | 2014 | 2015 | 2016 | 2017 | 2018 | 2021 | 2022 | 2023 | 2024 |

A 2011-es népszámlálás során a lakosok 83,6%-a magyarnak, 1,2% németnek, 0,5% cigánynak, 0,1% bolgárnak mondta magát (16,4% nem nyilatkozott; a kettős identitások miatt a végösszeg nagyobb lehet 100%-nál). A vallási megoszlás a következő volt: római katolikus 62,9%, evangélikus 9,6%, református 0,7%, görögkatolikus 0,1%, izraelita 0,1%, felekezet nélküli 2,9% (23% nem nyilatkozott).
2022-ben a lakosság 91,8%-a vallotta magát magyarnak, 0,9% németnek, 0,6% cigánynak, 0,2% ukránnak, 0,1-0,1% románnak, szerbnek, lengyelnek, bolgárnak, szlováknak és horvátnak, 1,6% egyéb, nem hazai nemzetiségűnek (8,2% nem nyilatkozott; a kettős identitások miatt a végösszeg nagyobb lehet 100%-nál). Vallásuk szerint 50,2% volt római katolikus, 9,5% evangélikus, 0,7% református, 0,2% görög katolikus, 0,6% egyéb keresztény, 1,5% egyéb katolikus, 3,3% felekezeten kívüli (34% nem válaszolt).

## Nevezetességei
- Felsőbüki Nagy-kastély (Alsópatyon) - Rokokó-barokk; pontos építési ideje nem maradt fenn, de a 17. században már állt. Fontos szerepet kapott a Wesselényi-összeesküvésben, ami után a birtokot az Esterházyak kapták meg. Mai alakját a 19. században kapta, amikor nagy átalakítást végeztek rajta.
- Plébániatemplom - feltehetőleg a 16. században épült. Eredetileg egyhajós és egytornyú volt. 1716-ban a szentélyt és a sekrestyét építették hozzá. A plébániatemplom karzatán 1913-ban épült meg az  Angster-orgona, ami idővel használhatatlanná vált, de épen maradt alkatrészeiből rakták össze a ma is látható és hallható hangszert.

## Neves lakói
1818-tól itt élt Dukai Takách Judit költőnő.

## Képgaléria

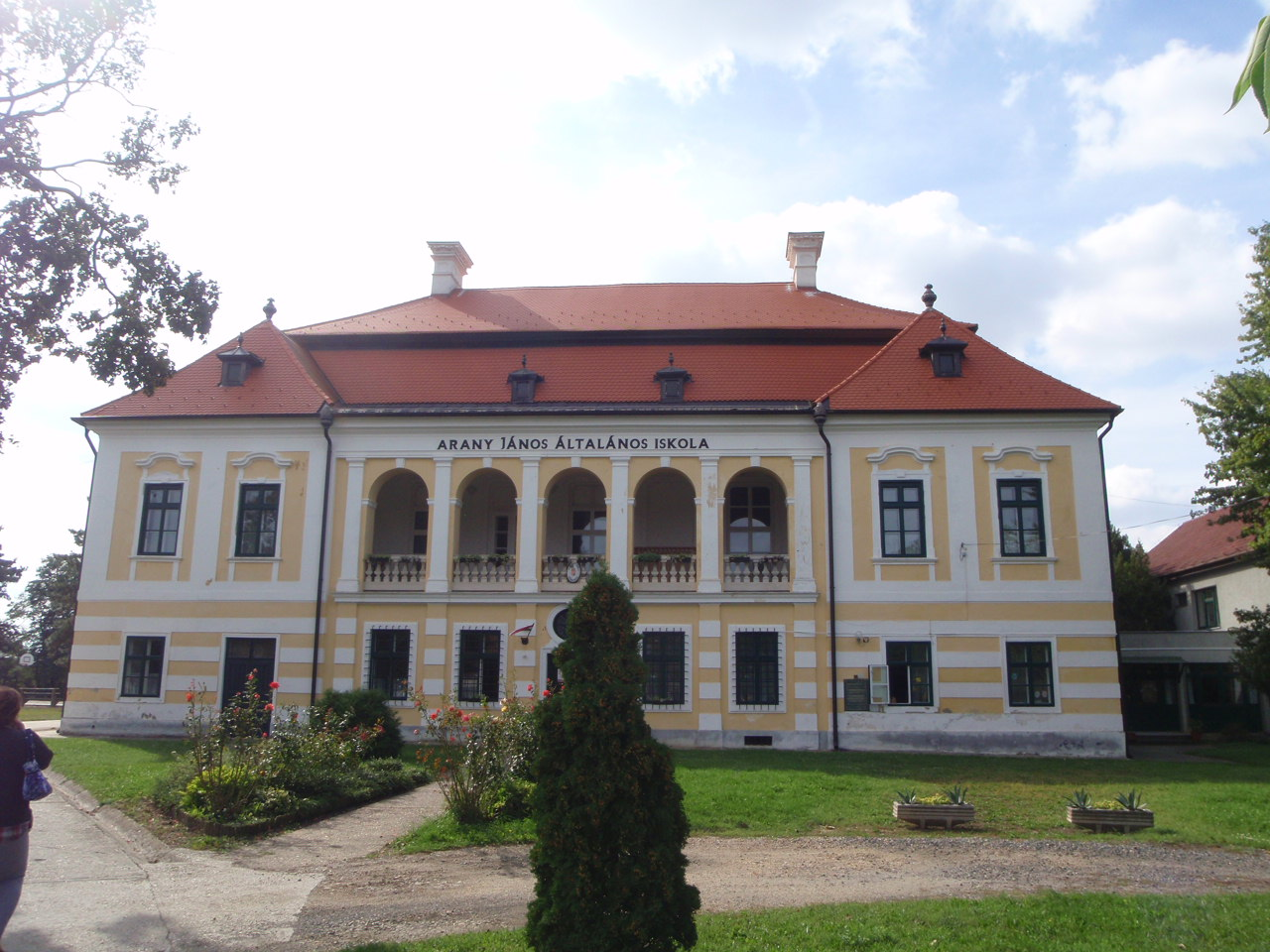
A Felsőbüki Nagy-kastély épülete (ma általános iskola)
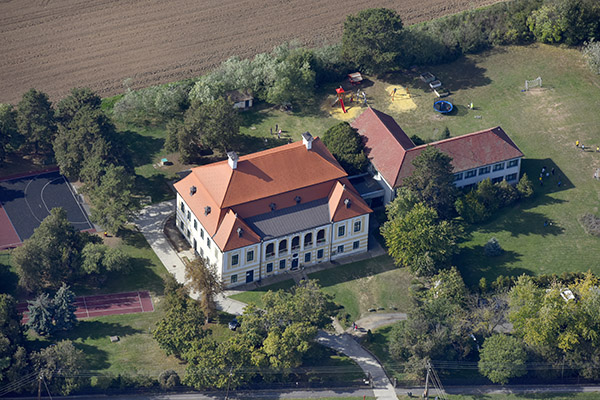
A Felsőbüki Nagy-kastély légi felvételen
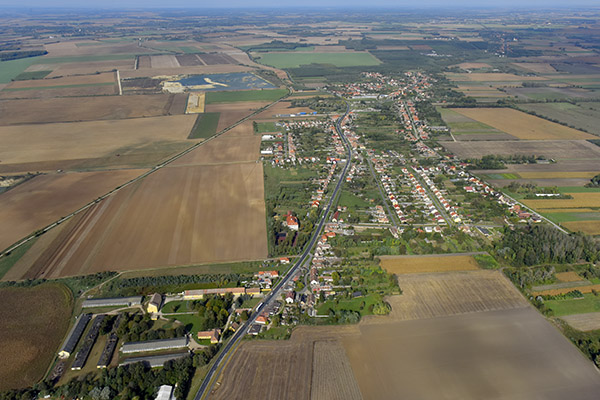
Rábapaty látképe madártávlatból (dél felől nézve)
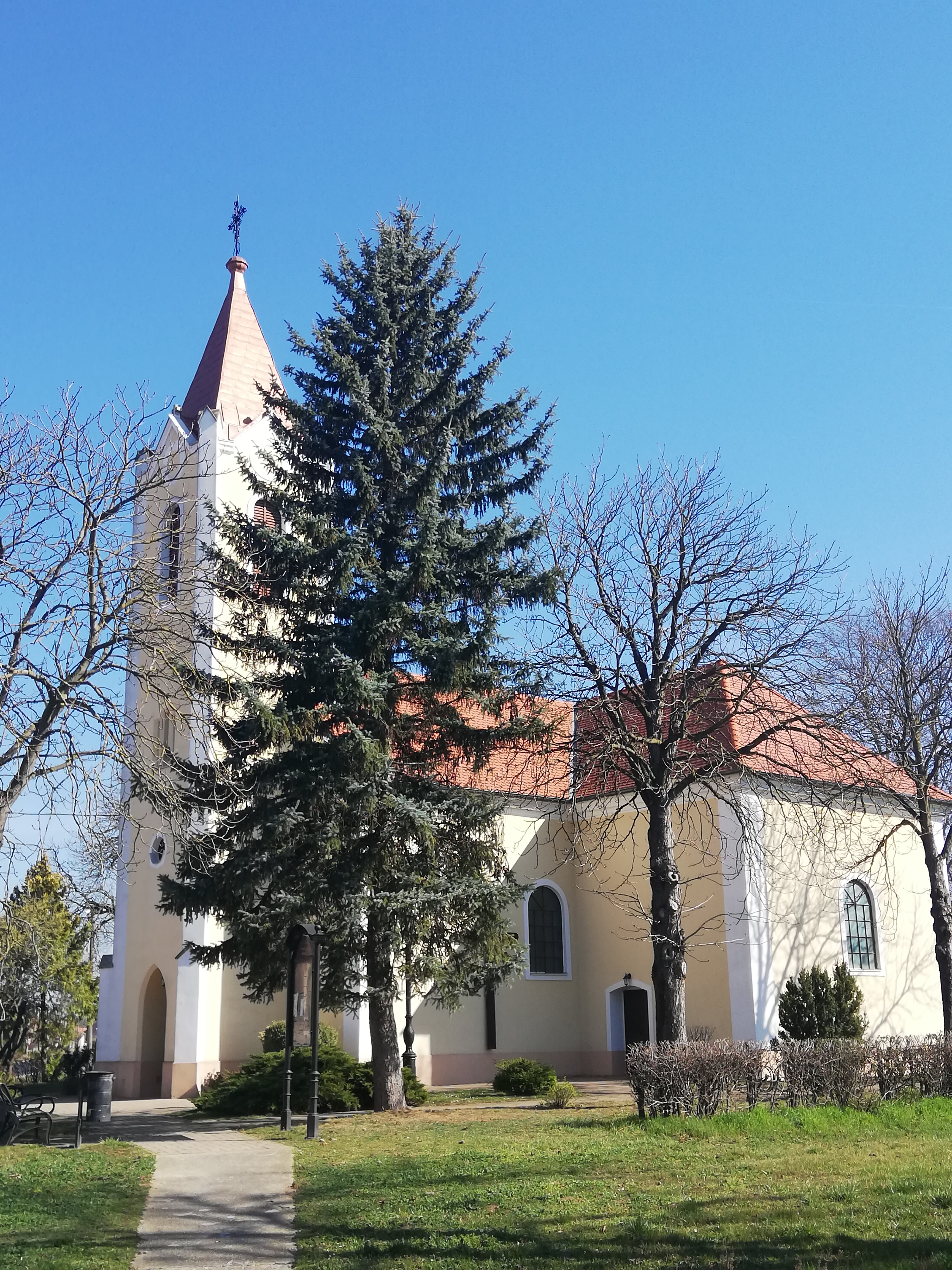
A felsőpatyi Kisboldogasszony-templom dél felől
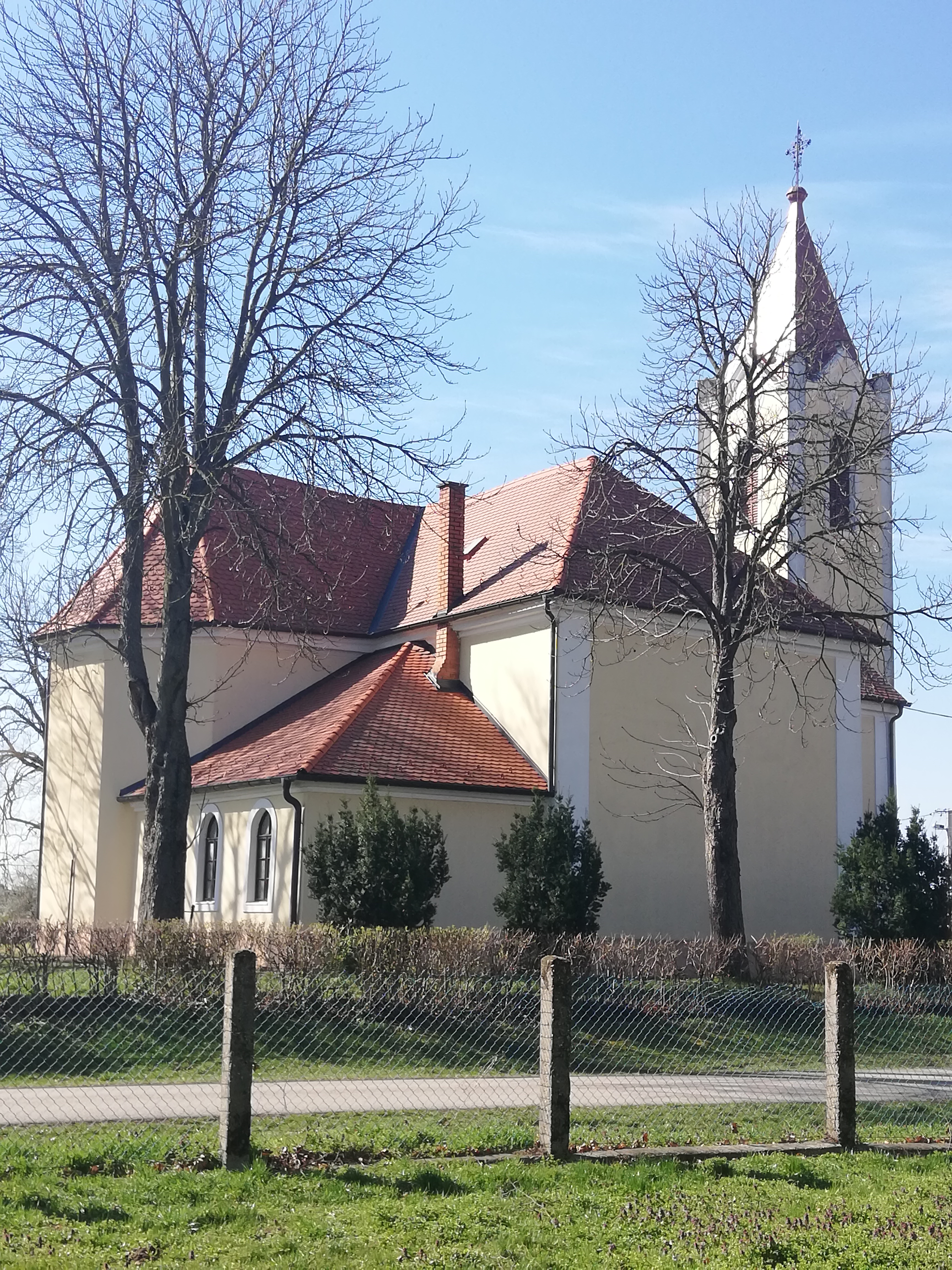
A templom észak felől
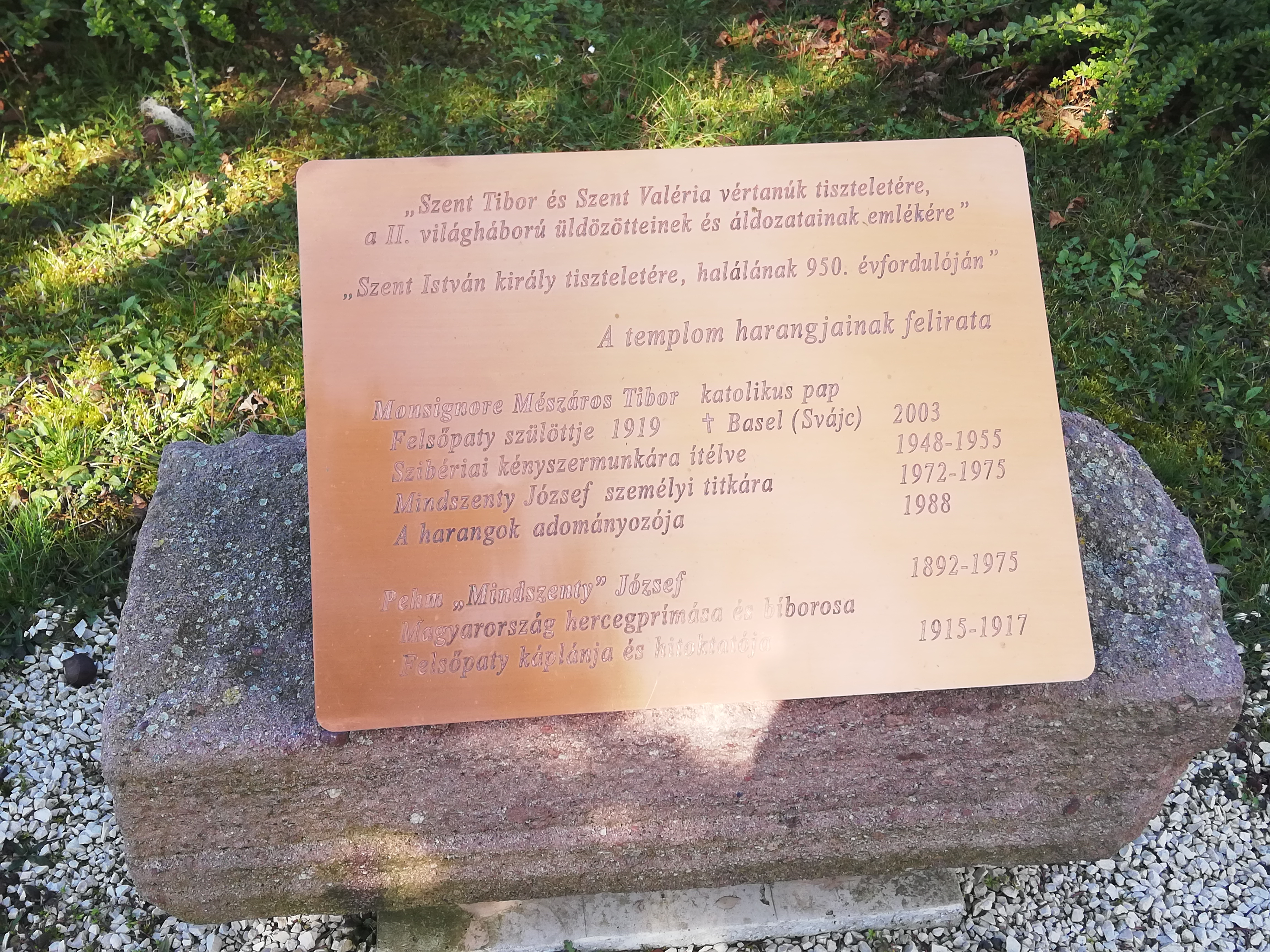
Tájékoztató tábla a templom harangjairól
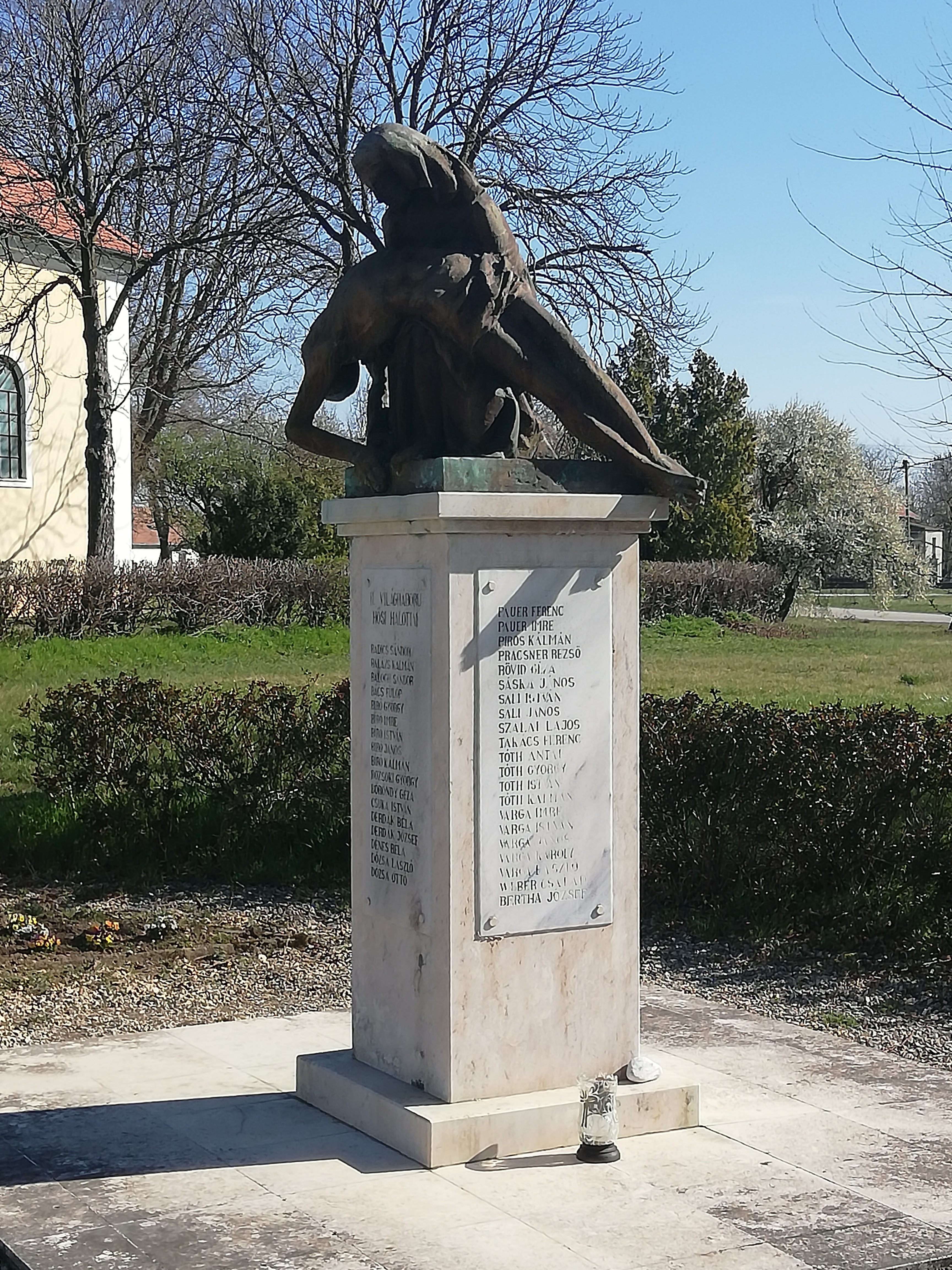
A hősi emlékmű dél felől
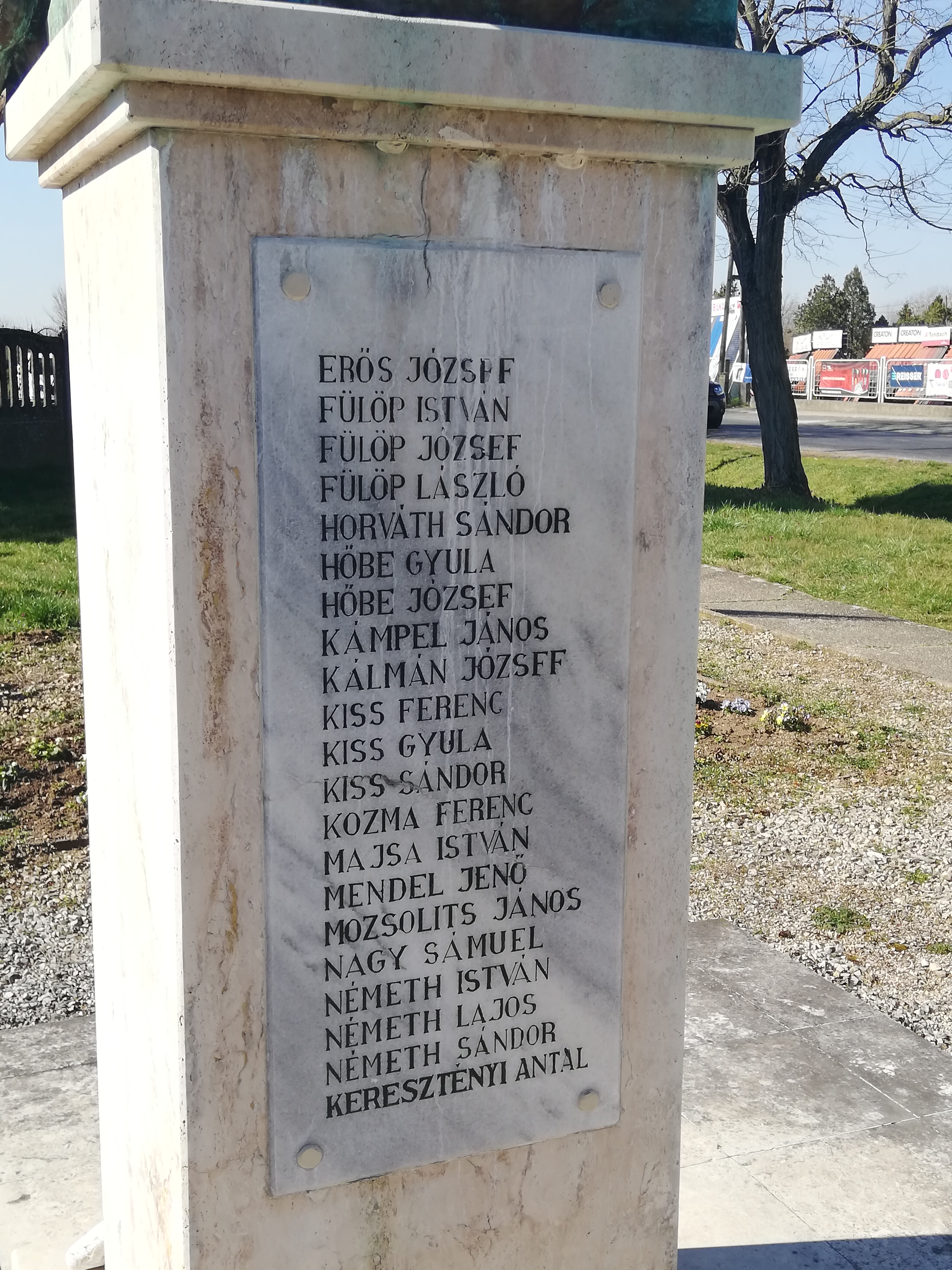
A hősi emlékmű északi oldali névsora
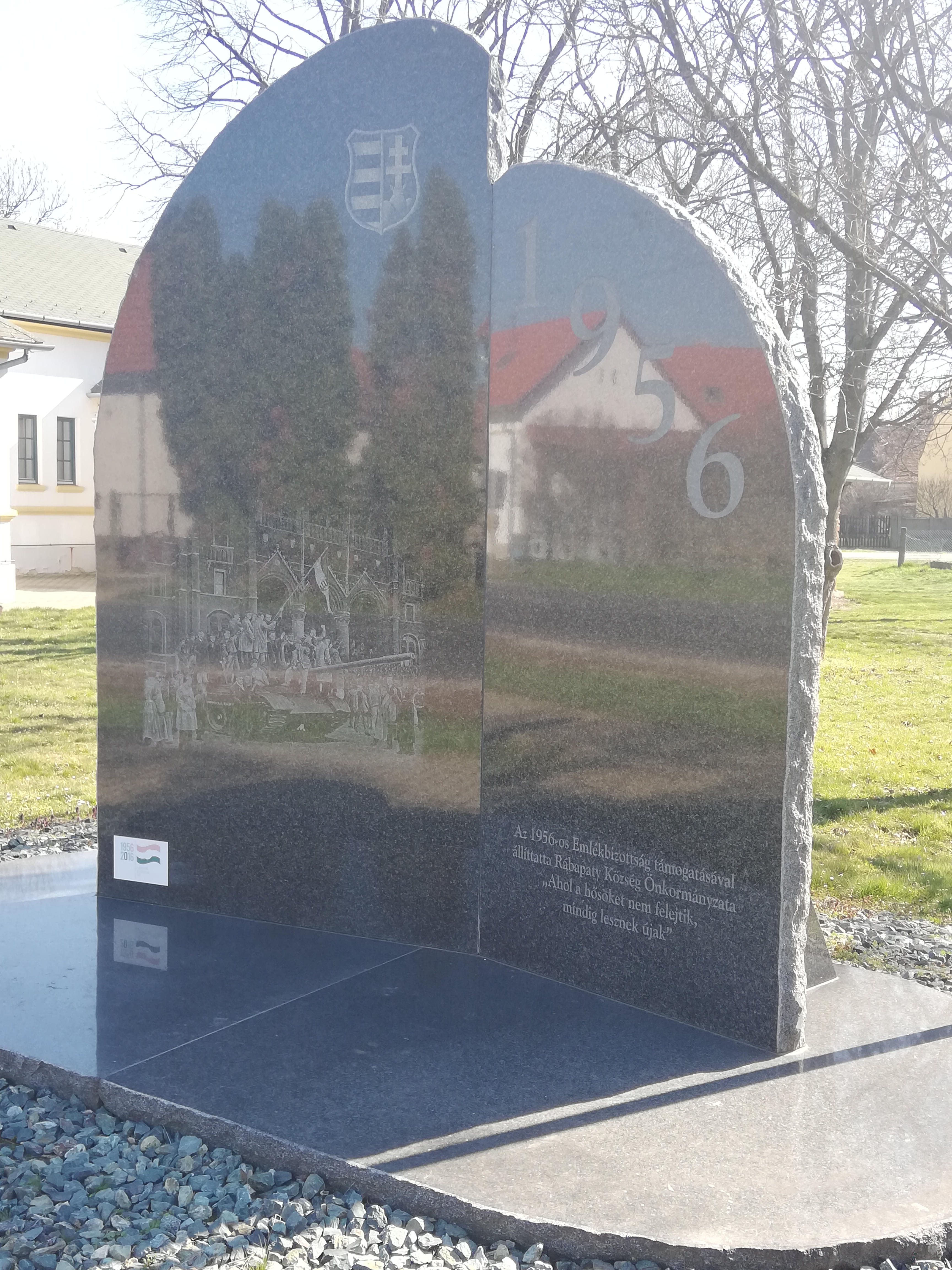
1956-os emlékmű
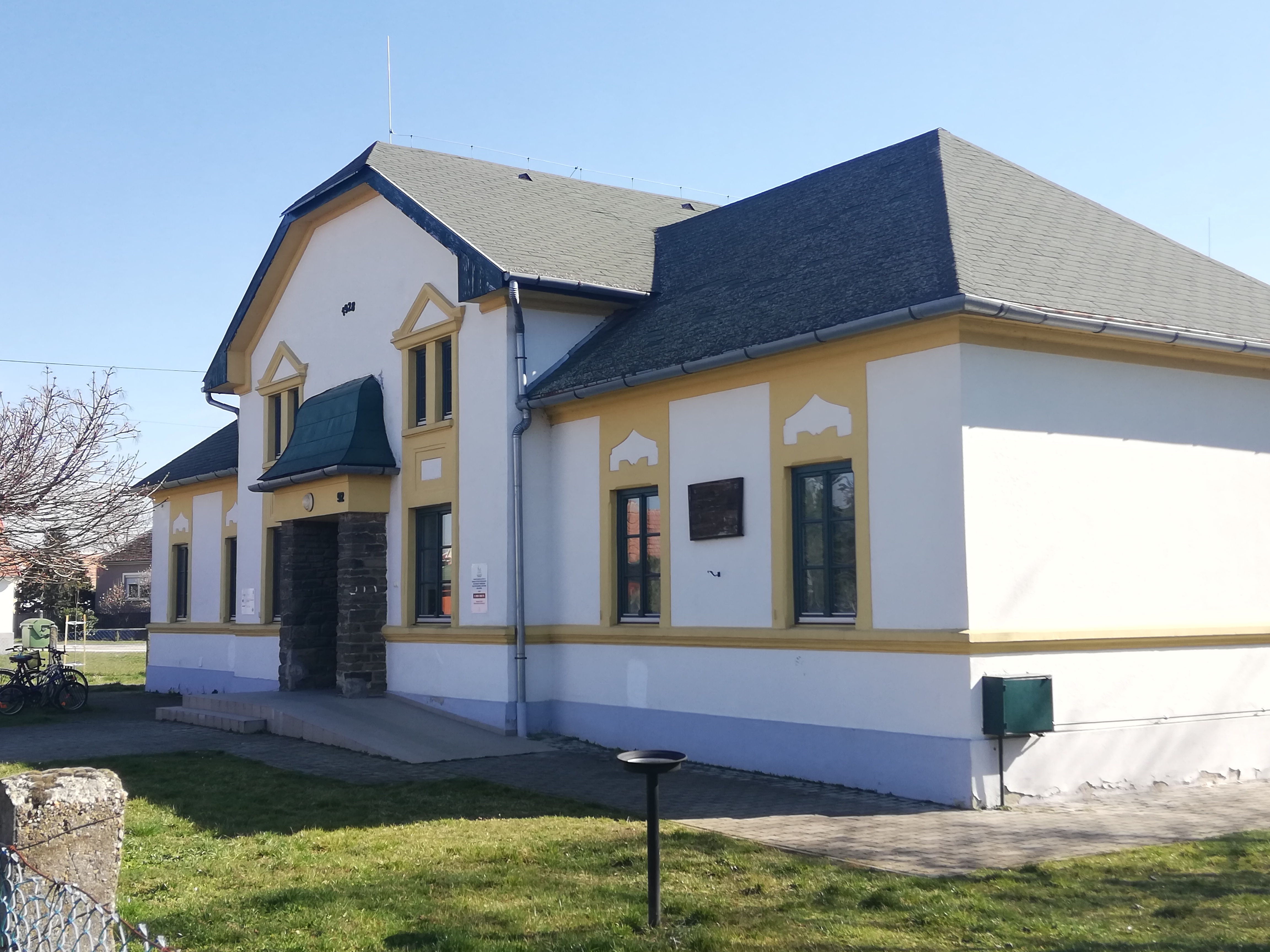
Művelődési ház
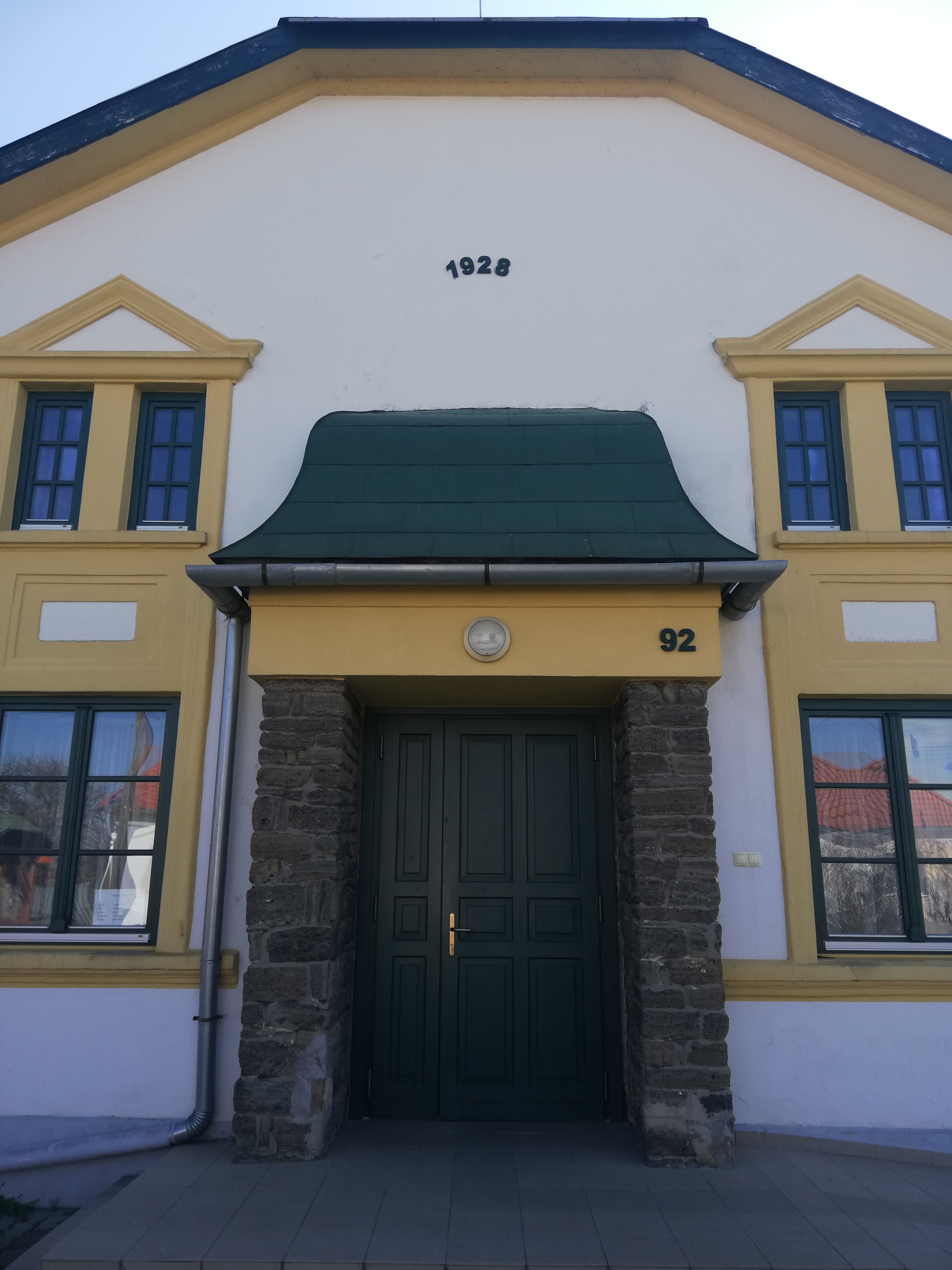
A művelődési ház bejárata
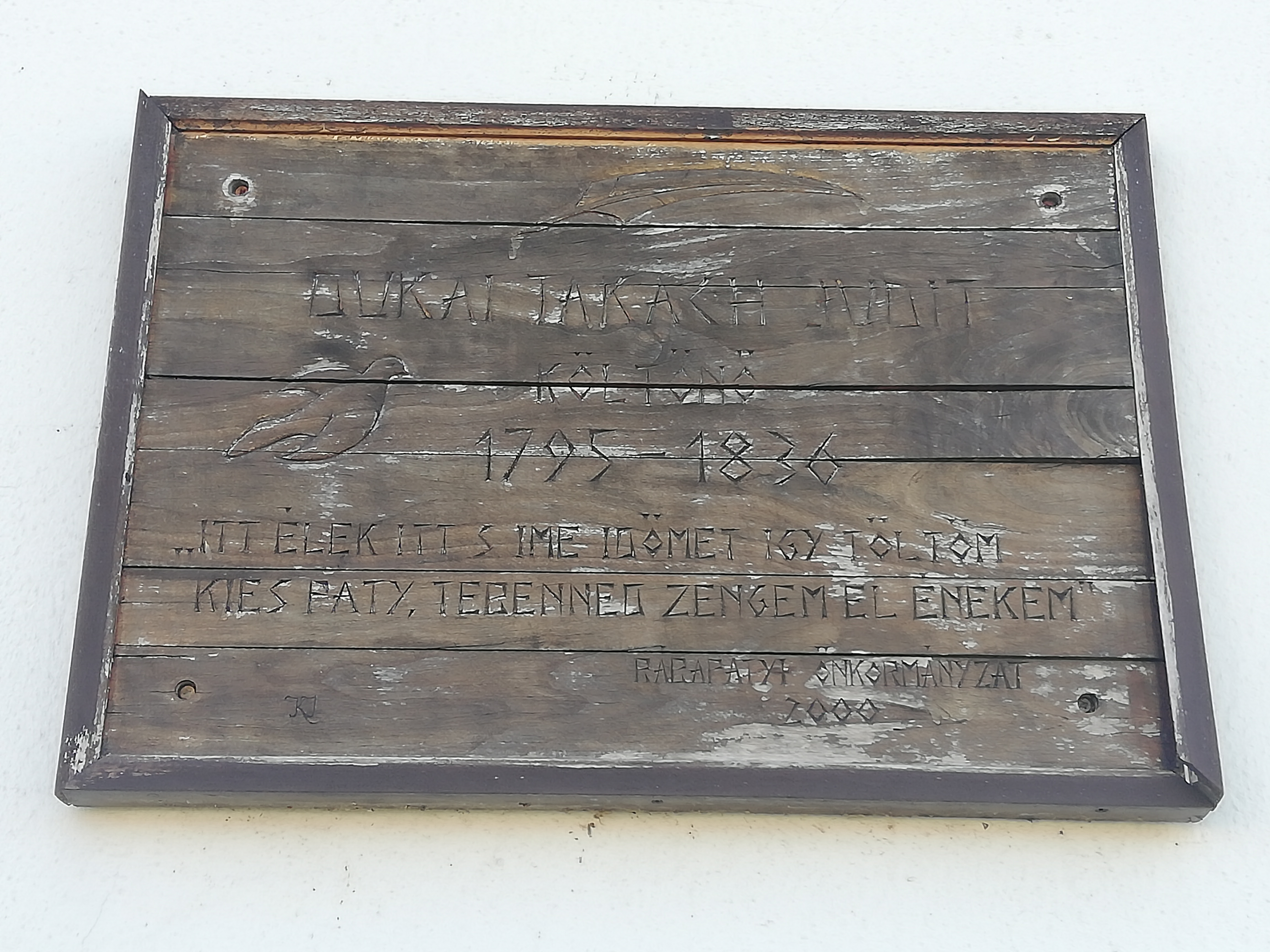
Dukai Takách Judit emléktáblája a művelődési ház falán
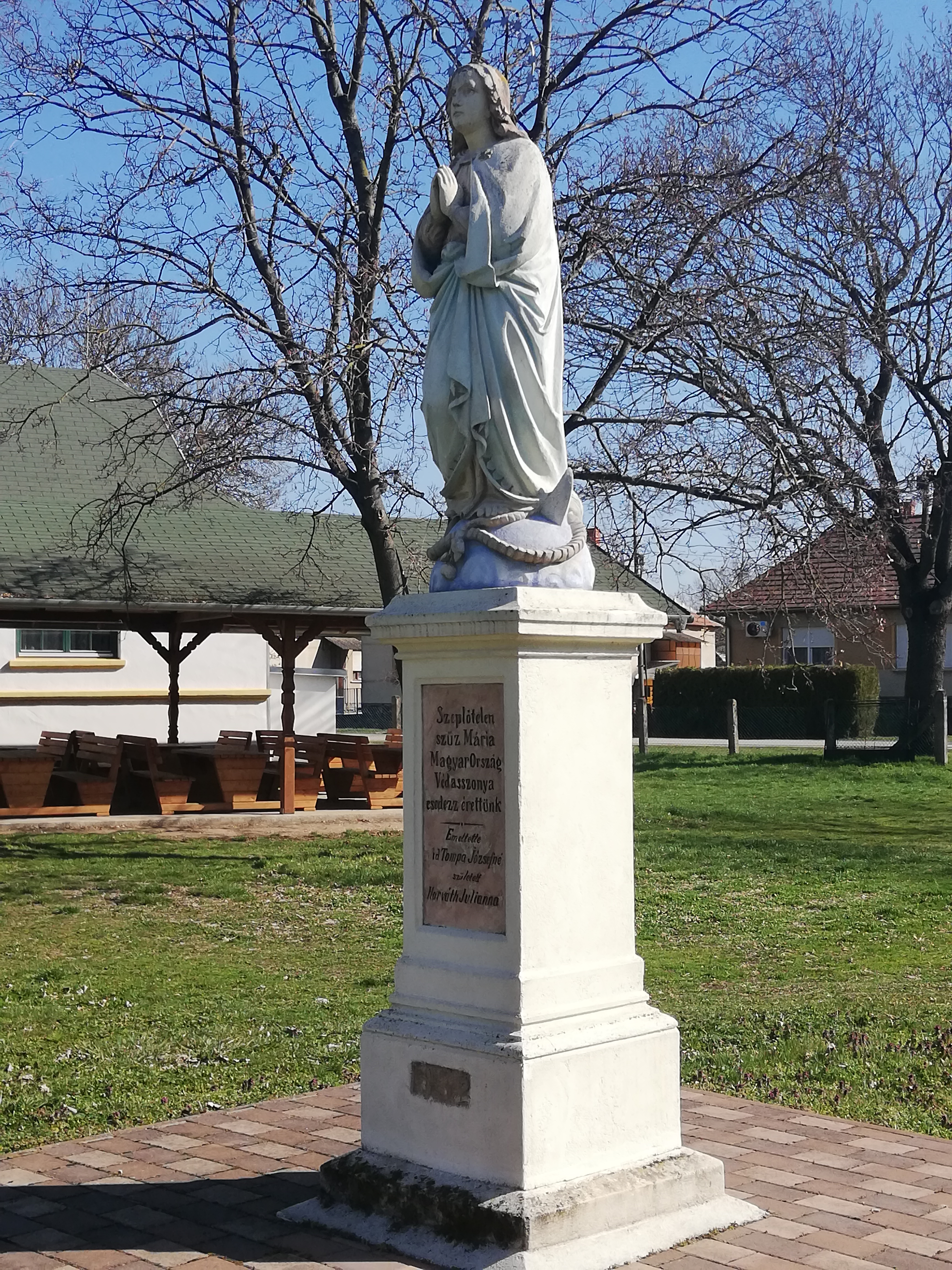
Mária-kegyszobor a művelődési ház melletti parkban
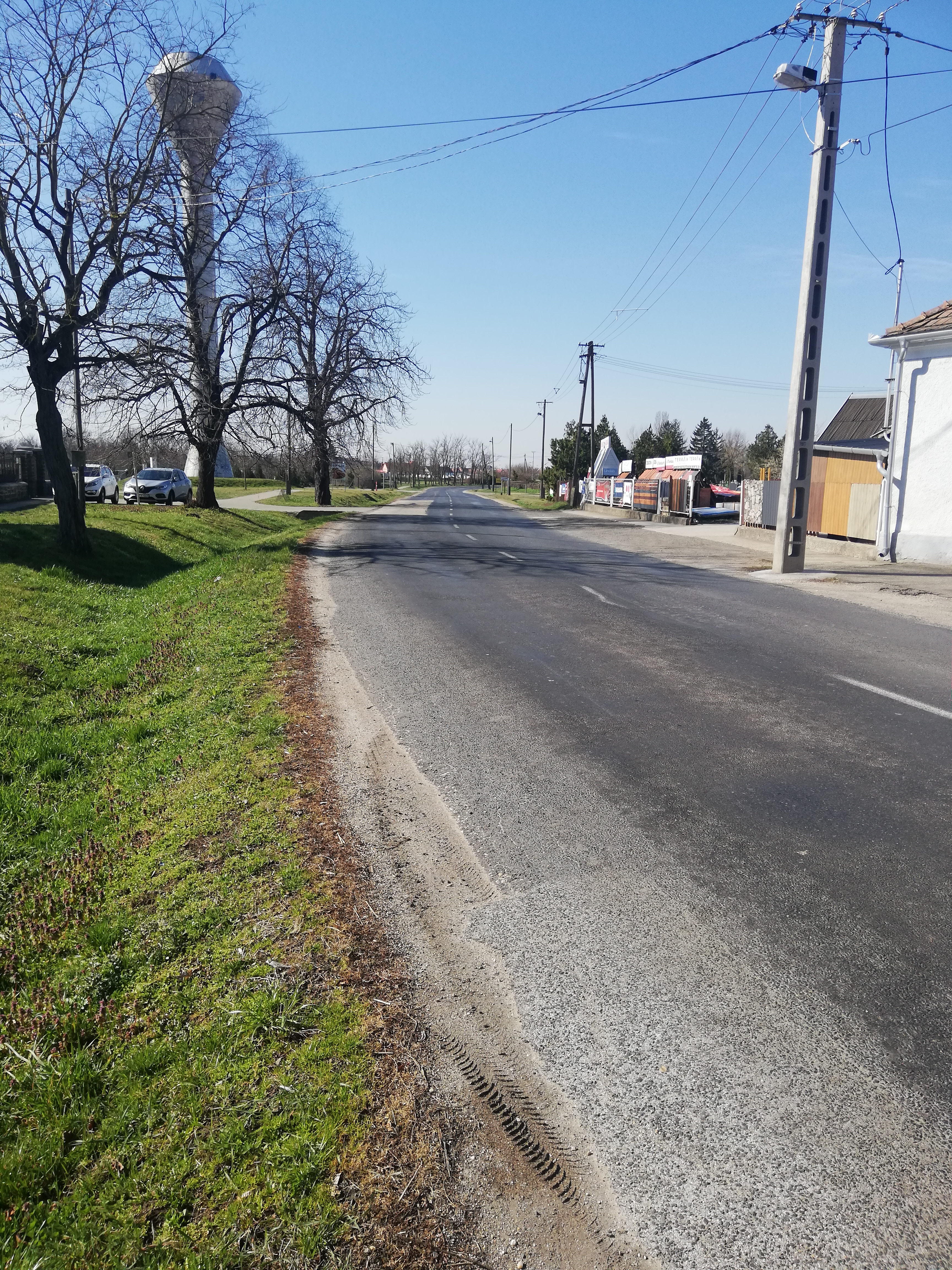
A 8447-es út Felsőpaty déli részén, a 84-es főút felé nézve
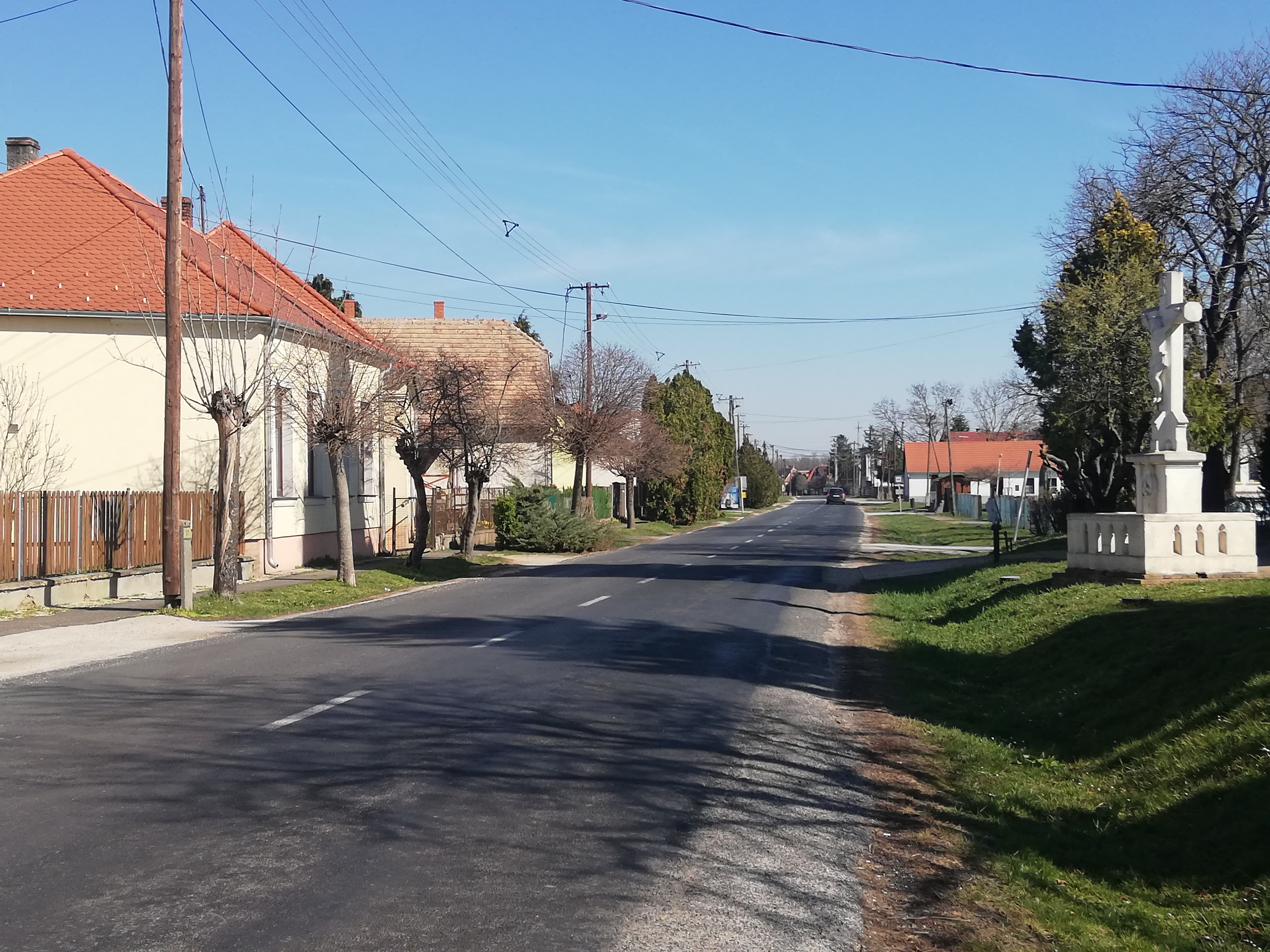
A 8447-es út Felsőpaty központjában
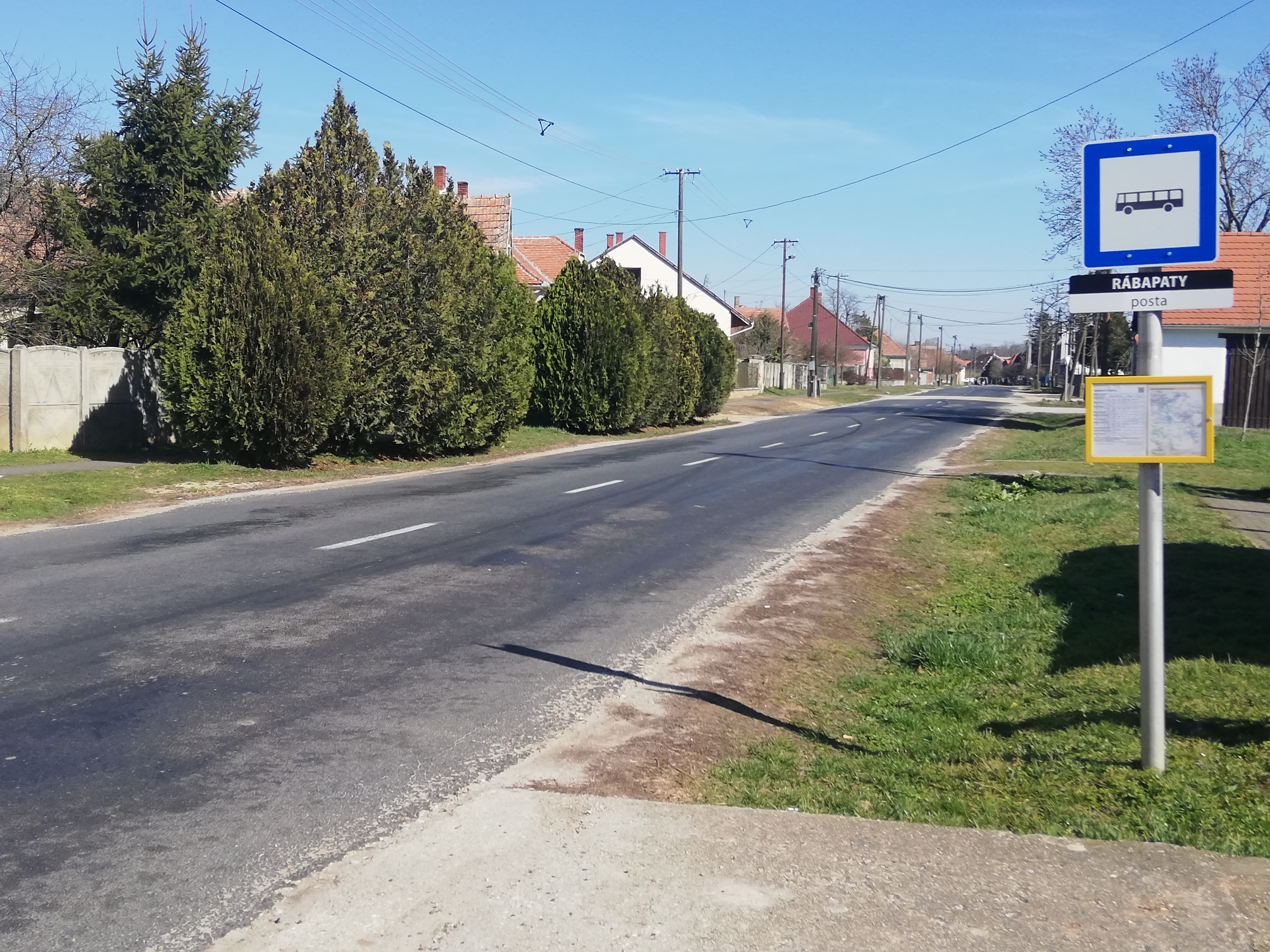
Az előbbi út Rábapaty, Posta buszmegállónál, észak felé tekintve

## Külső hivatkozások
- Rábapaty az utazom.com honlapján
- A Rábapatyi Evangélikus Egyházközség kialakulásának története